# Martin Fleuß
Martin Fleuß (* 8. April 1968 in Wuppertal) ist ein deutscher Jurist. Er ist seit dem 16. November 2010 Richter am Bundesverwaltungsgericht.

## Leben und Wirken
Fleuß promovierte 1995 an der Universität Köln. 1997 trat er in den Justizdienst des Landes Nordrhein-Westfalen ein und war am Verwaltungsgericht Düsseldorf tätig. Von 2005 bis 2008 war er an das Justizministerium des Landes Nordrhein-Westfalen abgeordnet. 2008 erfolgte seine Ernennung zum Vorsitzenden Richter am Verwaltungsgericht.